# Venturi-Verfahren

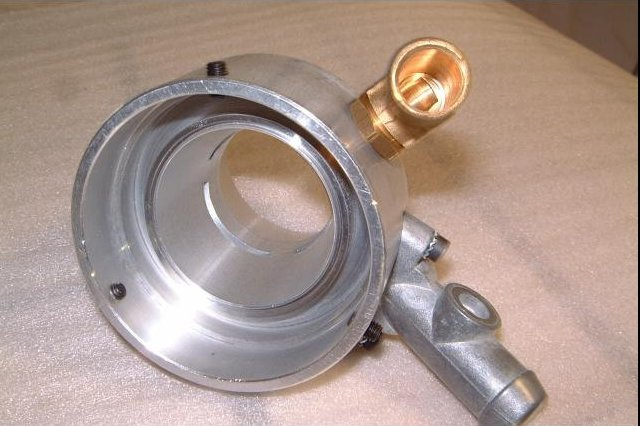
Autogas-Venturi-Düse

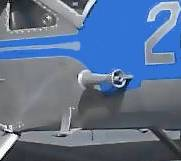
Venturi-Rohr an einem Flugzeug

Das Venturi-Verfahren ist eine in der Technik oft eingesetzte, günstige Methode zur Anreicherung von Flüssigkeiten mit Gasen oder zur Durchmischung von Gasen, Flüssigkeiten oder Feststoffen. 
Dabei wird das zur Anreicherung/Durchmischung bestimmte Medium über eine Venturi-Düse (ein Düsenkörper, auch  Venturi-Rohr, benannt nach dem Physiker Giovanni Battista Venturi) in den Zielstoff eingebracht. Das Verfahren ist im Vergleich zu Turbinenverfahren sehr viel ökonomischer, da durch einen speziell geformten Diffusor nur ein minimaler Druckverlust auftritt.
Anwendungen in der Technik sind vielfältig, wie z. B. Essigherstellung (Einbringen von Luft), Durchmischung von Flüssigkeiten, Autogas, Pulvern und anderen Feststoffen usw.
Das Venturi-Verfahren in der Physik und Luftfahrt nutzt ein Venturi-Rohr zur Messung der Strömungs-Geschwindigkeit von Flüssigkeiten und Gasen. Durch geeignete Umrechnung kann damit zum Beispiel die Geschwindigkeit eines Flugzeugs gemessen werden.